# Резолюція Генеральної Асамблеї ООН 73/263
Резолюція Генеральної Асамблеї ООН A/RES/73/263 «Ситуація з правами людини в Автономній Республіці Крим та м. Севастополь, Україна» схвалена 22 грудня 2018 року на 73-й сесії Генеральної Асамблеї ООН, і підтвердила неприпустимість захоплення території АР Крим силою, засудила Росію за політично вмотивовані переслідування громадян України та закликала російську владу звільнити українців, які незаконно утримуються російською стороною.
На підтримку проекту резолюції проголосували 65 держав. Проти виступили 27 країн.
Резолюція є жорсткою щодо Росії — в ній згадані поіменно політв'язні Олег Сенцов, Володимир Балух та Емір-Усеїн Куку. Існує всього декілька подібних прецедентів у минулому. [⇨]

## Ініціатори
Проект резолюції представили Австралія, Австрія, Бельгія, Болгарія, Німеччина, Грузія, Данія, Ірландія, Ісландія, Іспанія, Канада, Латвія, Литва, Люксембург, Мальта, Маршаллові Острови, Нідерланди, Норвегія, Польща, Португалія, Республіка Молдова, Словаччина, Словенія, Сполучене Королівство Великої Британії та Північної Ірландії, Сполучені Штати Америки, Туреччина, Україна, Фінляндія, Франція, Чехія, Швеція та Естонія. Згодом до числа авторів проекту резолюції приєдналися Албанія, Італія, Мікронезія (Федеративні Штати), Румунія, Хорватія, Чорногорія і Японія.

## Зміст
Ключовими позиціями резолюції є:
- підтвердження неприпустимості захоплення півострова та зобов'язання повернути окуповані території;
- засудження політичного переслідування українців у Криму та вимога звільнити всіх незаконно утримуваних у Криму та Росії;
- засудження примусового введення російського громадянства на півострові;
- визнання Олега Сенцова, Володимира Балуха та Еміра-Усеїна Куку політичними в'язнями;
- заклик допустити до громадян України, утримуваних в Росії та на анексованому півострові, українських посадовців та лікарів з міжнародних організацій;
- заклик до Росії з вимогою припинити дискримінацію тих, хто не визнає окупацію.

У документі міститься вимога до міжнародних організацій та установ ООН використовувати в офіційних документах наступне формулювання щодо українського півострова: «Автономна Республіка Крим та місто Севастополь, Україна, тимчасово окуповані Російською Федерацією».

## Голосування
Проєкт резолюції A/C.3/73/L.48, який запропонували 31 жовтня 2018 року 32 держави-члени ООН, а 15 листопада до співавторства долучилися ще 7 держав (напівжирним шрифтом), ухвалили 15 листопада на 49 засіданні Третього  комітету 67 голосами проти 26 при 82 утриманих та 22 грудня на 65 пленарному засіданні 73-ї сесії Генеральної Асамблеї кваліфікованою більшістю присутніх як A/RES/73/263:
| Голос         | Кількість | Держави-члени Організації Об'єднаних Націй |
| ------------- | --------- | --- |
| За            | 65        | Австралія, Австрія, Албанія, Андорра, Барбадос, Беліз, Бельгія, Болгарія, Бутан, Вануату, Велика Британія, Гаяна, Гватемала, Гондурас, Греція, Грузія, Данія, Джибуті, Естонія, Ізраїль, Ірландія, Ісландія, Іспанія, Італія, Канада, Катар, Кіпр, Коста-Рика, Латвія, Литва, Ліберія, Ліхтенштейн, Люксембург, Мальта, Маршаллові Острови, Молдова, Монако, Нідерланди, Німеччина, Нова Зеландія, Норвегія, Панама, Північна Македонія, Польща, Португалія, Румунія, Сан-Марино, Словаччина, Словенія, Соломонові Острови, Сполучені Штати Америки, Тувалу, Туніс, Туреччина, Угорщина, Україна, Федеративні Штати Мікронезії, Фінляндія, Франція, Хорватія, Чехія, Чорногорія, Швейцарія, Швеція, Японія                                                                         |
| Проти         | 27        | Білорусь, Болівія, Бурунді, Венесуела, Вірменія, Еритрея, Зімбабве, Індія, Іран, Казахстан, Камбоджа, Киргизстан, Китайська Народна Республіка, Коморські Острови, Куба, М'янма, Нікарагуа, Південно-Африканська Республіка, Північна Корея, Росія, Сербія, Сирія, Судан, Таджикистан, Уганда, Узбекистан, Чад |
| Утрималися    | 70        | Алжир, Аргентина, Багамські Острови, Бангладеш, Бахрейн, Бенін, Боснія і Герцеговина, Ботсвана, Бразилія, Бруней, В'єтнам, Габон, Гана, Гвінея, Домініканська Республіка, Еквадор, Екваторіальна Гвінея, Ефіопія, Єгипет, Замбія, Індонезія, Ірак, Йорданія, Кабо-Верде, Камерун, Кенія, Колумбія, Кот-д'Івуар, Кувейт, Лаос, Лівія, Маврикій, Мавританія, Малаві, Малайзія, Малі, Мальдіви, Мексика, Мозамбік, Монголія, Намібія, Науру, Непал, Нігерія, Об'єднані Арабські Емірати, Оман, Пакистан, Палау, Папуа Нова Гвінея, Парагвай, Перу, Південна Корея, Сальвадор, Сан-Томе і Принсіпі, Саудівська Аравія, Сенегал, Сент-Вінсент і Гренадини, Сент-Люсія, Сінгапур, Суринам, Таїланд, Танзанія, Того, Тонга, Тринідад і Тобаго, Уругвай, Фіджі, Філіппіни, Чилі, Шрі-Ланка |
| Не голосували | 31        | Азербайджан, Ангола, Антигуа і Барбуда, Афганістан, Буркіна-Фасо, Гаїті, Гамбія, Гвінея-Бісау, Гренада, Демократична Республіка Конго, Домініка, Есватіні, Ємен, Кірибаті, Лесото, Ліван, Мадагаскар, Марокко, Нігер, Південний Судан, Республіка Конго, Руанда, Самоа, Сейшельські Острови, Сент-Кіттс і Невіс, Сомалі, Східний Тимор, Сьєрра-Леоне, Туркменістан, Центральноафриканська Республіка, Ямайка |
| Всього        | 193       | |

## Значення і реакція
На думку МЗС України, це рішення є черговим свідченням твердої підтримки міжнародним співтовариством необхідності дотримання прав людини на тимчасово окупованій території Автономної Республіки Крим та м. Севастополь. Генасамблея констатувала, що ситуація з правами людини на українському півострові стрімко погіршується, а Російська Федерація продовжує, незважаючи на заклики міжнародної спільноти, брутально порушувати власні зобов'язання країни-окупанта.
Країни також засудили триваючі незаконні арешти, обшуки, затримання, зникнення та побиття активістів, які стали буденною практикою в донедавна стабільній та мирній українській автономній республіці.
Резолюції ООН дуже рідко містять імена політв'язнів. Зокрема, відомі два подібних випадки, коли в резолюціях ООН засуджували переслідування конкретних осіб. Це лідер боротьби з апартеїдом Нельсон Мандела та м'янмарська опозиціонерка Аун Сан Су Чжі.
 Російський дипломат, виступаючи на засіданні ГА, назвав документ «суто антиросійським, фальшивим, лукавим і безглуздим за своїм змістом». «Крим неможливо загнати в його українське минуле», підкреслив він.